# Lorenzo (orkaan)
Orkaan Lorenzo was de twaalfde storm, vijfde orkaan, derde orkaan van categorie 3 of hoger en tweede categorie 5-orkaan van het Atlantisch orkaanseizoen 2019.

## Verloop
Op 22 september bewoog een tropische golf van de kust van Afrika af. Deze tropische golf organiseerde zichzelf erg snel en werd vroeg op 23 september tropische depressie 13. De depressie kreeg 12 uur later de naam Lorenzo, toen deze versterkte tot een tropische storm.
Op 25 september werd Lorenzo een orkaan, waarna hij extreem snel de status van categorie 4 majeure orkaan bereikte op 27 september, met windsnelheden van 230km/h en een luchtdruk van 937mbar. Door een vervanging van de oogwand zwakte Lorenzo daarna af tot categorie 3 op 28 september.
In tegenstelling tot verwachtingen die voorspelden dat Lorenzo verder af zou zwakken, begon Lorenzo op 29 september nogmaals extreem snel te versterken tot een categorie 5-orkaan, een status die hij maar voor drie uur vast wist te houden. Hiermee werd Lorenzo de meest oostelijke categorie 5 orkaan ooit in de Atlantische Oceaan. Door koudere zeetemperaturen en sterkere windschering zwakte Lorenzo nog sneller af dan dat hij versterkte, tot categorie 2 later op diezelfde dag. Hierna werd het afzwakken minder, en Lorenzo werd op 2 oktober een post-tropische cycloon met orkaankracht. Op 4 oktober loste Lorenzo boven Ierland op.